# Comuna de Polkowice
Polkowice (polaco: Gmina Polkowice) é uma gminy (comuna) na Polónia, na voivodia de Baixa Silésia e no condado de Polkowicki. A sede do condado é a cidade de Polkowice.
De acordo com os censos de 2004, a comuna tem 26 002 habitantes, com uma densidade 163,8 hab/km².

## Área
Estende-se por uma área de 158,77 km², incluindo:
- área agricola: 43%
- área florestal: 40%

## Demografia
Dados de 30 de Junho 2004:
|                      | Total   | Total | Mulheres | Mulheres | Homens  | Homens |
| -------------------- | ------- | ----- | -------- | -------- | ------- | ------ |
|                      | pessoas | %     | pessoas  | %        | pessoas | %      |
| População            | 26 002  | 100   | 13 195   | 50,7     | 12 807  | 49,3   |
| Densidade (pop./km²) | 163,8   | 100   | 83,1     | 83,1     | 80,7    | 80,7   |

De acordo com dados de 2002, o rendimento médio per capita ascendia a 3601,44 zł.

## Comunas vizinhas
- Chocianów, Grębocice, Jerzmanowa, Lubin, Radwanice, Rudna